# Montuemhat

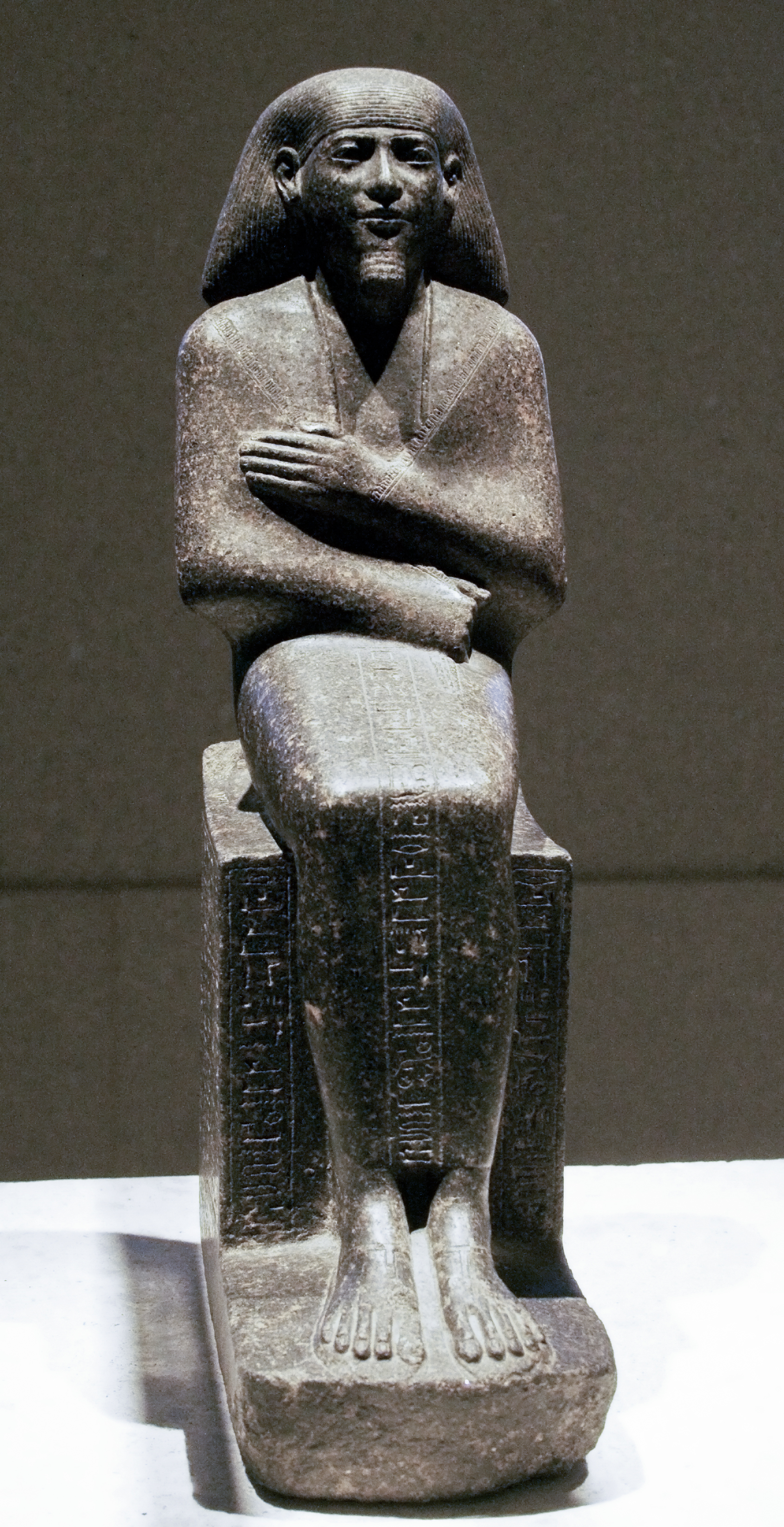
Montuemhat szobra (Neues Museum, Berlin)

Montuemhat (i. e. 700 körül – i. e. 650 körül) ókori egyiptomi hivatalnok a XXV. és XXVI. dinasztia idején; Théba polgármestere, Ámon negyedik prófétája. Számos szoborról ismert. Sírja a thébai nekropoliszban található TT34.

## Élete
Montuemhat apja, Neszptah nagy valószínűséggel Théba polgármestere volt Sabataka uralkodása alatt. Őutána unokaöccse, Remmaheru, majd Montuemhat lett a polgármester. Ezt a pozíciót Taharka és I. Pszammetik uralkodása alatt is betöltötte, a XXV. dinasztia uralmának végén, a XXVI. dinasztia elején. A Taharkát követő Tanutamon alatt az Újasszír Birodalom Assur-bán-apli vezetésével megtámadta Egyiptomot. Tanutamon Thébába menekült, de az asszírok ide is követték, és kifosztották a várost, míg az uralkodó továbbmenekült délre. Théba ezután többé-kevésbé független entitás lett, melyet Montuemhat és Ámon isteni felesége, II. Sepenupet kormányoztak. Ezután I. Pszammetik lépett trónra, aki 9. uralkodási évében megegyezett Sepenupettel és örökbe fogadtatta vele lányát, Nitókriszt. Az erről folyó tárgyalást Montuemhat felügyelhette. Az eseményekről a karnaki Mut-templom reliefjei emlékeznek meg. Nitókrisz örökbefogadási sztéléje felsorolja az adományokat, melyeket Montuemhat, felesége, Uadzsrenesz és fia, Neszptah tettek.

## Családja

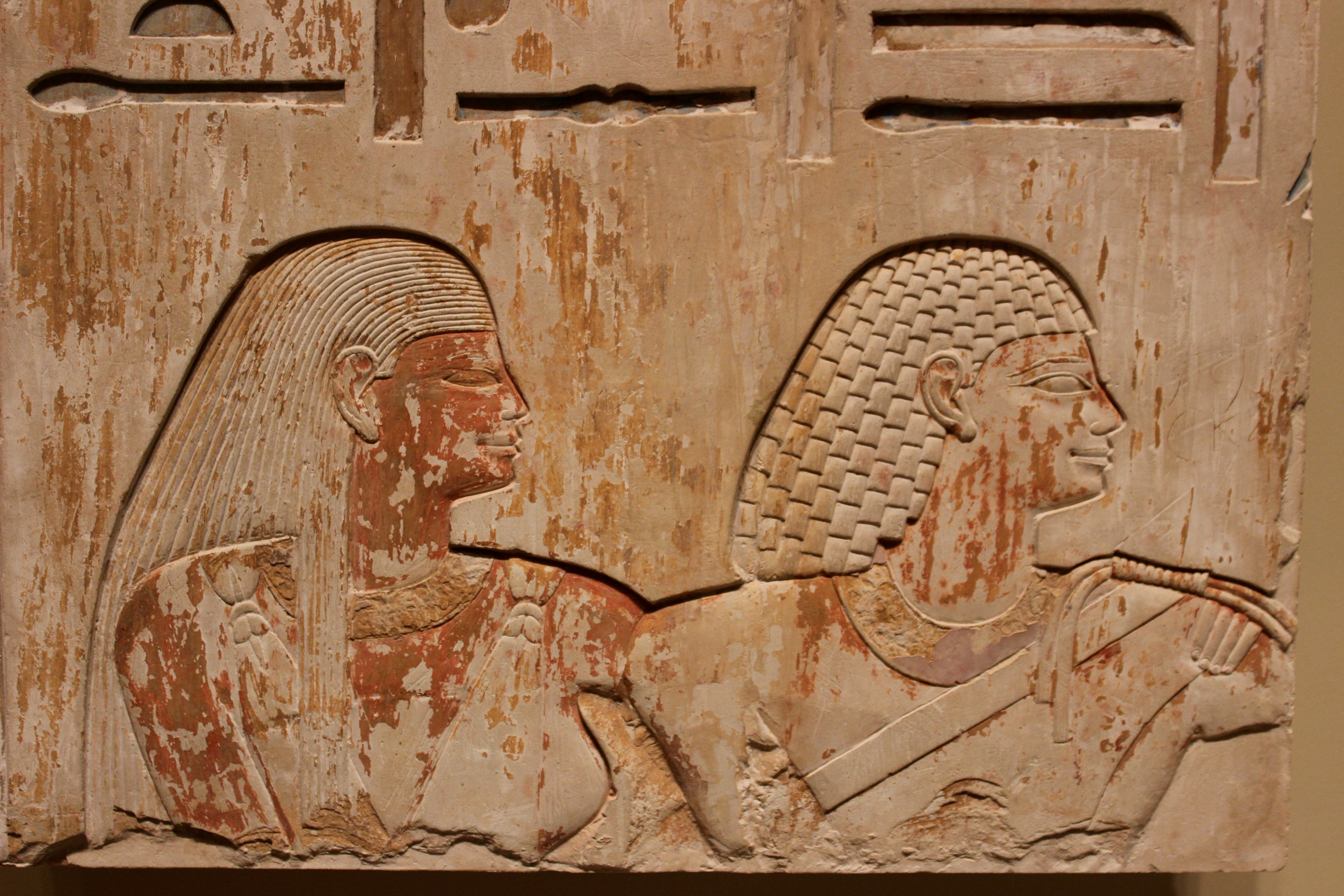
Sepenmut és Montuemhat (Seattle-i Művészeti Múzeum)

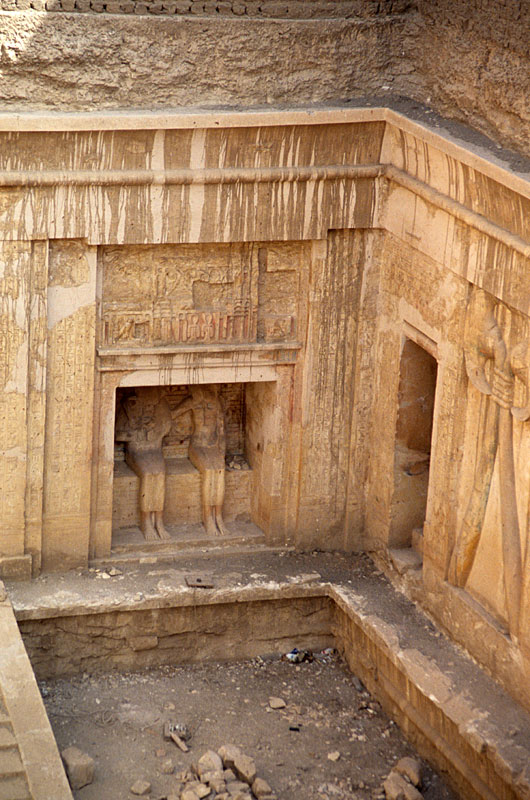
Montuemhet és Uadzsrenesz ülőszobrai a TT34-ben

Montuemhat szülei Neszptah (Ámon harmadik prófétája, Théba polgármestere) és Iszetemheb voltak. Háromszor nősült. Első felesége Neszihonsz volt, tőle született legidősebb fia és örököse, Neszptah. Neszihonsz usébtijei nem kerültek elő a TT34-ből, ami arra utalhat, nem ide temették. Második felesége, Sepenmut vagy Sepetenmut szintén egy Neszptah nevű fiút szült. Sepenmutot ábrázolják a TT34 sírban; férjével áldozati asztal előtt ül, és mindketten az áldozatok felé nyújtják karjukat. Sepenmutot hosszú, háromrészes parókával és széles gallérral ábrázolják, tipikus XXV. dinasztia kori stílusban. A harmadik feleség, Uadzsrenesz, Ámon-Ré szisztrumjátékosa núbiai származású volt, (Pianhi-)Har herceg lánya, Piye fáraó unokája. Apja nevét egy áldozati asztal említi a TT34 sír első udvarában. A sírban talált egyik felirat szerint anyja egy Sepmut nevű nemes hölgy, aki egyiptomi nő lehetett. Uadzsrenesznek egy fia született, Paser(i)enmut.

## Montuemhat szobrai
- Ülőszobor (Berlin, Neues Museum)
- Térdeplő szobor (London, British Museum, EA 1643[6]
- Szobor (Kairó, Egyiptomi Nemzeti Múzeum)
- Montuemhat szobra idős emberként (Kairó, Egyiptomi Múzeum, JE 36933)
- Montuemhat kockaszobra (Kairó, Egyiptomi Múzeum, JE 31883)
- Montuemhat kockaszobra Ozirisszel (Kairó, Egyiptomi Múzeum, JE 38607)
- Montuemhat gránit mellszobra (Kairó, Egyiptomi Múzeum, JE 31884
- Montuemhat és fia, Neszptah szobra (Kairó, Egyiptomi Múzeum, JE 37176)
- Montuemhat szobra (Kairó, Egyiptomi Múzeum, JE 336933 (CG 42236)
- Szoborfej (Field Museum of Natural History, Chicago)

Egyéb
- Relief Anubisszal (Nelson-Atkins Művészeti Múzeum, Kansas City)
- Sírkúp (Ír Nemzeti Múzeum, L1030:74)

## Fordítás
- Ez a szócikk részben vagy egészben  a   Mentuemhat című angol Wikipédia-szócikk ezen változatának fordításán alapul.  Az eredeti cikk szerkesztőit annak laptörténete sorolja fel. Ez a jelzés csupán a megfogalmazás eredetét és a szerzői jogokat jelzi, nem szolgál a cikkben szereplő információk forrásmegjelöléseként.